# St. Elisabeth (Garitz)
| St. Elisabeth, Garitz     |                         |
| ,Die St.-Elisabeth-Kirche |                         |
| Ort                       | Garitz                  |
| Konfession                | römisch-katholisch      |
| Diözese                   | Bistum Würzburg         |
| Patrozinium               | Elisabeth von Thüringen |
| Baujahr                   | 1972/73                 |
| Bautyp                    | Saalkirche              |
| Funktion                  | Pfarrkirche             |

Die St. Elisabeth-Kirche (Adresse: Schönbornstraße 51) ist eine römisch-katholische Kirche im bayerischen Garitz, einem Stadtteil des Kurortes Bad Kissingen im unterfränkischen Landkreis Bad Kissingen.
Das der heiligen Elisabeth von Thüringen geweihte Gotteshaus ist eine von zwei Kirchen in Garitz; die Pfarrkirche St. Johannes von Nepomuk war bereits im Jahr 1747 errichtet worden.

## Geschichte
Ein 1871 entstandener Kirchenbaufonds wies im Jahr 1895 einen Betrag von 39.000 Goldmark auf. Trotz Gründung der Garitzer Pfarrei gab es, bedingt durch den Zweiten Weltkrieg, keine Fortschritte, bis in den 1960er Jahren einerseits der Würzburger Dombaumeister Hans Schädel das Gelände des „Suckfüll-Eissees“ nahe der Kreuzung Umgehungsstraße – Schönbornstraße für den Bau einer neuen Kirche auswählte und andererseits im Jahr 1968 ein Kirchenausschuss für die Verhandlungen u. a. mit dem Bischöflichen Ordinariat in Würzburg gegründet wurde.
Am 21. Juni 1972 begannen die Bauarbeiten; am 30. Juli desselben Jahres wurde der Grundstein gelegt, der von Dekan Wilhelm Zirkelbach gesegnet wurde. Der Grundstein enthält eine Kupferhülse, in der sich eine Ausgabe der Saale-Zeitung vom 29. Juli 1972, eine Ausgabe des Sonntagsblatts vom 30. Juli 1972, eine DM-Münze, eine Olympiamünze sowie eine Urkunde aus Pergament befinden.
Die Weihe der St. Elisabeth-Kirche erfolgte am 16. September 1973 unter dem Würzburger Bischof Josef Stangl. In diesem Zusammenhang wurden die Reliquien des hl. Burkard und des hl. Innozenz in den Altar übertragen.
Der neben der Kirche angesiedelte und vom St.-Johannes-Verein betriebene St.-Elisabeth-Kindergarten wurde am 13. Oktober 1974 eingeweiht, nachdem der Kindergartenbetrieb bereits am 1. Oktober 1974 gestartet war.
Vor der Kirche befindet sich ein auf das Jahr 1700 datierter Bildstock. Er gehört zu den Bad Kissinger Baudenkmälern und ist unter der Nummer D-6-72-114-172 in der Bayerischen Denkmalliste registriert. Auf einer Baueinheit aus Plinthe, Sockel und Säule befindet sich auf einem Kämpfer eine rundbogig abschließende Aufsatztafel. Die Aufsatztafel zeigt auf ihren Schauseiten Reliefs der Pietà beziehungsweise des hl. Martin sowie an ihren Schmalseiten die hl. Barbara beziehungsweise den hl. Andreas. Die Jahresdatierung „1700“ befindet sich am Kämpfer. In den Jahren 1826 und 1897 wurde der Bildstock restauriert.
Zeitgleich mit der Entstehung der Kirche schuf der fränkische Künstler Max Walter aus Vasbühl das vor der Kirche befindliche moderne Kreuz. Das vier Meter hohe Kreuz umschließt eine Dornenkrone, besteht aus Aluminiumguss und ist als Zeichen für die Heilstatt Gottes gedacht, welches vorübergehende Betrachter zur Einkehr ermuntern soll. Es wurde am zweiten Weihnachtsfeiertag des Jahres 1973 von Pfarrer Arno Stöcklein geweiht.

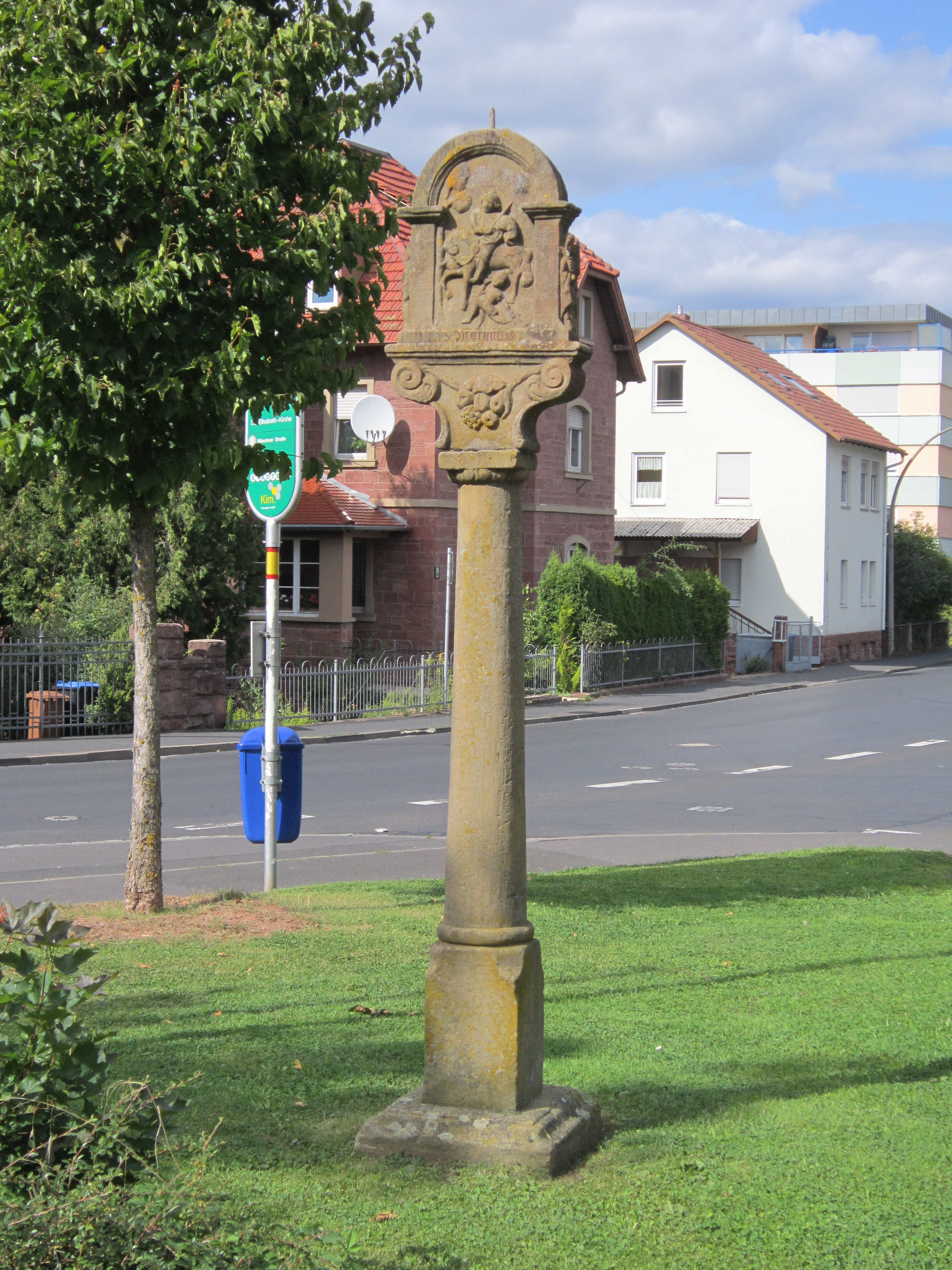
Bildstock von 1700
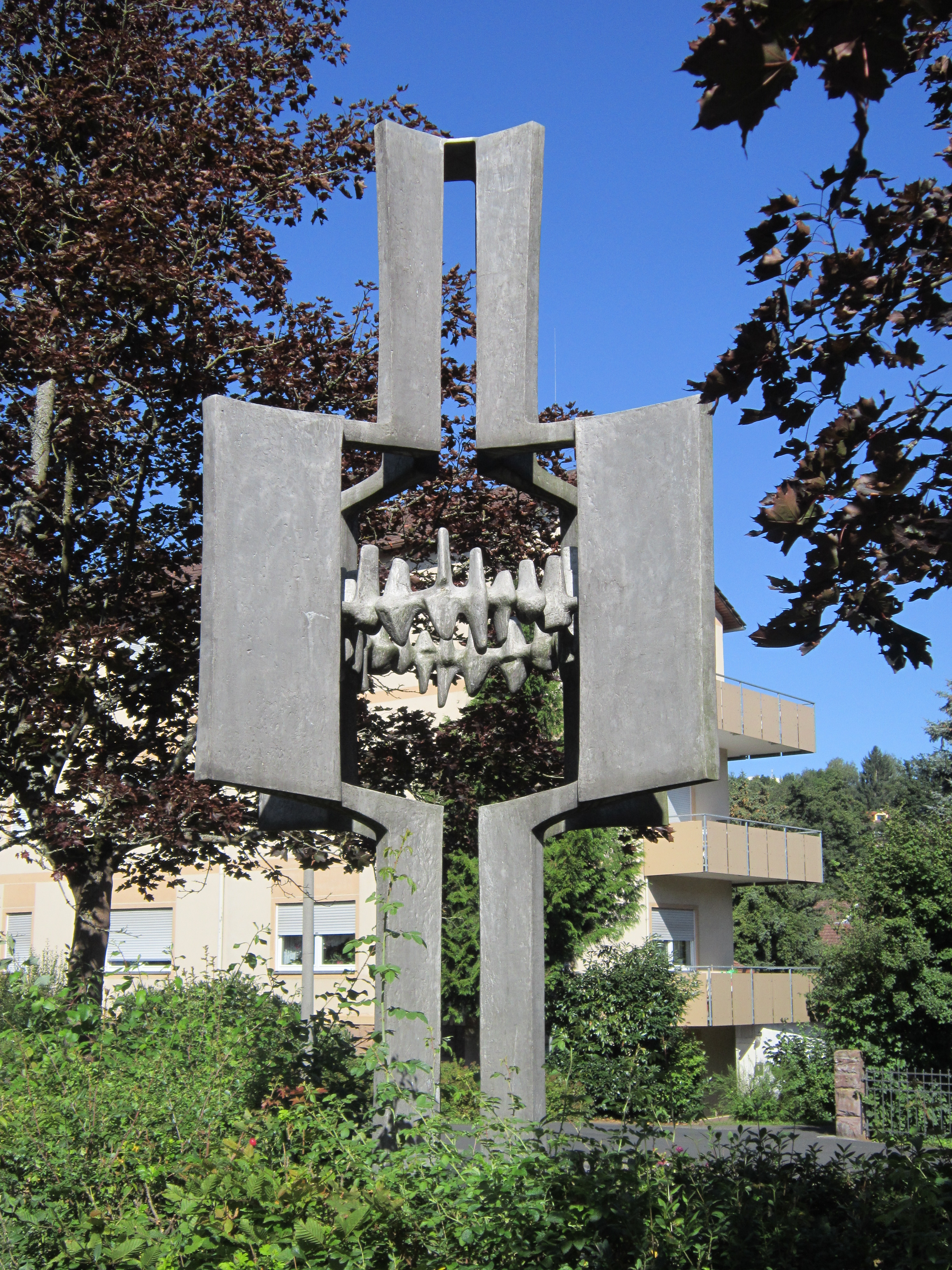
Kreuz mit Dornenkrone

## Ausstattung
In der Kirche befinden sich unter anderem eine hölzerne Pietà sowie eine hölzerne Muttergottesstatue, die beide um das Jahr 1800 entstanden. Beide Skulpturen gehören zu den Bad Kissinger Baudenkmälern und sind unter der Nummer D-6-72-114-172 in der Bayerischen Denkmalliste registriert.
Ferner beherbergt die Kirche eine Skulptur der Kirchenpatronin, der heiligen Elisabeth von Thüringen.